# Mykhaïlo Hrouchevsky
Mykhaïlo Serhiïovytch Hrouchevsky (en ukrainien : Михайло Сергійович Грушевський), né à Chełm (Pologne russe) le 29 septembre 1866 et mort à Kislovodsk le 25 novembre 1934 , est un historien et homme politique ukrainien. Mykhaïlo Hrouchevsky fut l'une des figures les plus importantes de la renaissance nationale ukrainienne du début du XXe siècle.

## Jeunesse et activité intellectuelle
Mykhaïlo Hrouchevsky obtint sa toute première publication dans Dilo en 1885 tandis qu'il était étudiant. En 1890, il obtint sa maîtrise dans la faculté de Kiev pour sa thèse intitulée Le comté de Bar : enquête historique. L'année suivante, il remporta un prix universitaire en publiant Une enquête de l'histoire de Kiev, de la mort de Yaroslav à la fin du XIVe siècle. Sa thèse fut publiée en 1894, et c'est à cette date, sur la recommandation de son professeur Antonovytch, qu'il fut nommé professeur d'histoire à l'université de Lemberg (aujourd'hui Lviv). Il contribua énormément au développement de l'éducation en Galicie.
C'est au cours de cette période que Mykhaïlo Hrouchevsky devint un membre actif de la Société scientifique Chevtchenko. Il en fut par ailleurs, directeur de la section de philosophie et d'histoire. Trois ans plus tard il en devint le président.
Avec une énergie extraordinaire, il réorganisa la Société scientifique Chevtchenko, qui sous sa direction, se constitua en une véritable institution. Mykhaïlo Hrouchevsky augmenta le nombre de publications de la Société en transformant des publications annuelles en bimensuels et constitua de nombreuses commissions publiant quantité de documents. Une grande partie de son propre travail fut publiée dans ces périodiques et rééditée plus tard. En recueillant des fonds, il contribua aussi à la construction d'une bibliothèque et d'un musée. Mykhaïlo Hrouchevsky eut autour de lui de nombreux érudits, parmi lesquels un proche collaborateur, Ivan Franko.
En 1898, avec Ivan Franko et Volodymyr Hnatiouk, il fonda Literaturno-naukovyi vistnyk (la Collection scientifique-littéraire) de la Société scientifique Chevtchenko, le plus important des forums concernant la littérature et la vie politique ukrainienne. Au cours de cette même année fut publié à Lviv le premier des dix volumes de son histoire d'Ukraine-Rus. Ce travail fut la première synthèse jamais réalisée de l'histoire de l'Ukraine, plus tard traduit en plusieurs langues. Mykhaïlo Hrouchevsky fut également l'un des gérants d'une maison d'édition, et en 1904, de la Société de littérature et d'art en Ukraine. À partir de 1908, il fut à la tête des enseignants du Hromada et à partir de 1910 de l'Union scolaire provinciale. Il continua d'enseigner à l'université Lviv jusqu'en 1914.
Il rédigea par ailleurs de nombreux articles publiés en russe et en ukrainien, sur les affaires politiques ukrainiennes et internationales. Après un bref séjour à Saint-Pétersbourg en 1906, Mykhaïlo Hrouchevsky transféra ses activités à Kiev. En 1907, il cofonda la Société scientifique ukrainienne, qui fut construite sur le modèle de la Société scientifique Chevtchenko. Pour encourager la conscience nationale ukrainienne parmi la paysannerie, Hrouchevsky fonda et publia un journal de presse populaire, Selo, de 1909 à 1911. Après la fermeture de ce journal par le gouvernement russe, il publia Zasiv de 1911 à 1912.

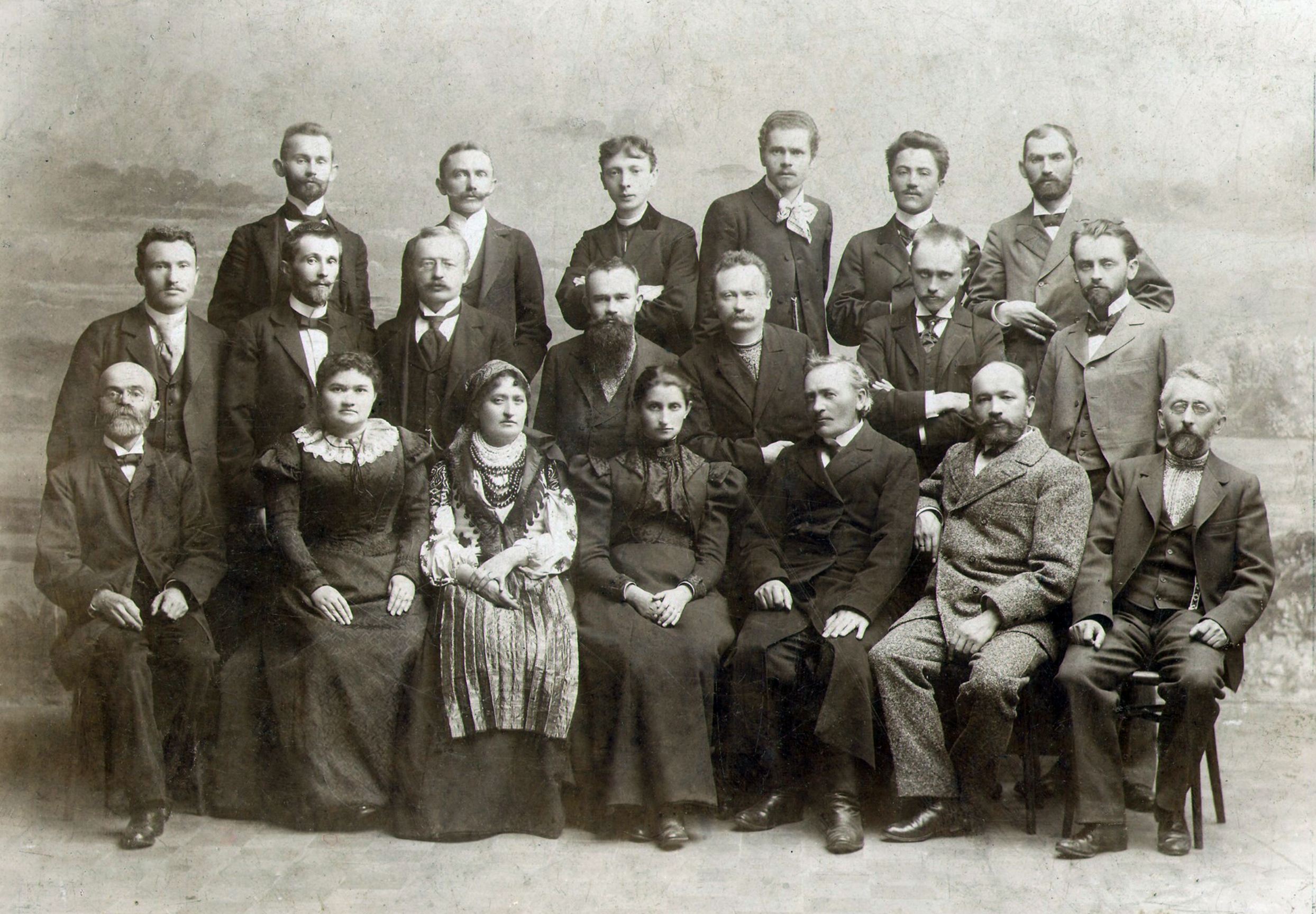
En 1898 à Lviv avec Natalia Kobrynska, Ievhenia Iarochynska, Bohdan Lepky, Olha Kobylianska, Volodymyr Hnatiouk,Ivan Franko, Filaret Kolessa, Ivan Trouch pour les cent ans de la publication de l'Enéide de Ivan Kotliarevsky.

## Engagement politique
En 1899, il fut l'un des fondateurs du Parti démocratique national (Galicie) mais le quitta peu de temps après. L'activité politique de Mykhaïlo Hrouchevsky commença réellement après la révolution russe de 1905. Il adhéra au Parti radical démocratique ukrainien, conseilla le groupe ukrainien de la Douma russe et recommanda l'autonomie nationale ukrainienne dans une Russie démocratique. Puis en 1908, Mykhaïlo Hrouchevsky fut le chef du mouvement de la Société des progressistes ukrainiens et l'un de ses fondateurs.
Pendant la Première Guerre mondiale, à la suite de la répression des activités ukrainiennes par le gouvernement russe, Hrouchevsky est arrêté. Après un emprisonnement de deux mois à Kiev, il est exilé à Simbirsk, puis à Kazan et finalement à Moscou, sous la surveillance de la police. En dépit de ces conditions, il continue son travail intellectuel.

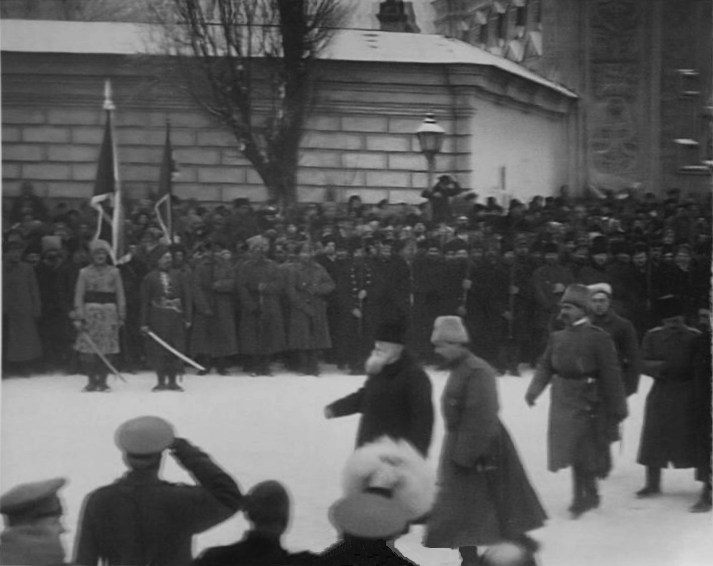
Hrouchevsky au défilé des troupes ukrainiennes à Kiev en 1917

En 1917, Mykhaïlo Hrouchevsky est libéré, et le 17 mars (calendrier grégorien), alors qu'il est encore à Moscou, il est élu président de la Rada centrale. Cette même année, Mykhaïlo Hrouchevsky devient un membre du Parti ukrainien des socialistes révolutionnaires (UPSR), le parti majoritaire au sein de la Rada centrale. Sous son impulsion, l'Ukraine proclame son autonomie le 23 juin 1917 (calendrier grégorien). Le territoire autonome ukrainien prend le nom de « République populaire ukrainienne » le 20 novembre 1917 (calendrier grégorien). L'indépendance totale de l'Ukraine est proclamée le 22 janvier 1918 (calendrier grégorien). Le 1er mars 1918 (calendrier grégorien) marque le passage du calendrier julien au calendrier grégorien en Ukraine.

### Durant l'indépendance
Un coup d'État mené par Pavlo Skoropadsky renversa le gouvernement de la République populaire ukrainienne le 29 avril 1918. Cela mit fin au rôle majeur de Hrouchevsky dans la vie politique ukrainienne. Il resta néanmoins actif politiquement. Il continua en parallèle ses travaux et publia en 1918 Sur le seuil d'une nouvelle Ukraine : les pensées et les rêves. En 1919, il émigra et augmenta ses activités en tant que membre de la délégation étrangère de l'UPSR. Durant ces années d'exil, il voyagea en Europe occidentale et essaya d'obtenir du soutien en faveur du mouvement d'indépendance ukrainien.
En 1919 il fonda un institut sociologique ukrainien à Vienne, puis à Prague. Il en sortit de nombreux travaux, notamment "Précis d'histoire de l'Ukraine" (1920) réédité en 2022 chez Christophe Chomant éditeur dans une traduction revue, corrigée et présentée par Dmytro Tchystiak. Mykhaïlo Hrouchevsky exprime, durant son exil, son désir de trouver un moyen d'entente avec les bolchéviks et de retourner en Ukraine pour continuer ses travaux. En 1923, Hrouchevsky est élu membre à part entière de l'Académie ukrainienne des sciences et il put partir pour Kiev dès 1924. Cette action fut sévèrement critiquée par la plupart des hommes politiques ukrainiens en exil.

## Retour en Ukraine et fin de vie
De retour en Ukraine, Mykhaïlo Hrouchevsky reprit très vite son travail d'historien et de professeur. Il organisa de nombreuses commissions théoriques pour explorer l'histoire de l'Ukraine et son folklore. Entre 1924 et 1930, il réanima Ukraïna, qui devint un journal de référence pour l'étude de l'Ukraine. À Kiev, il continua son travail sur ses importantes synthèses de l'histoire ukrainienne et de littérature. En 1926, l'Ukraine célébra solennellement son 60e anniversaire. La même année, la collaboration entre la Société scientifique Chevtchenko et l'Académie ukrainienne des sciences fut renouvelée.
En dépit des grandes réalisations de Mykhaïlo Hrouchevsky au cours de cette période, l'opposition à son encontre grandit progressivement dans les cercles officiels et parmi les marxistes. De plus en plus, ses travaux historiques furent qualifiés de « nationalistes », et critiqués pour ne pas avoir adopté l'interprétation soviétique officielle de l'histoire ukrainienne. En 1929, ces attaques augmentèrent et Hrouchevsky fut contraint d'abandonner son travail de l'Académie ukrainienne des sciences. En mars 1931, il fut arrêté et forcé de vivre à Moscou. Là, il fut constamment surveillé par le Guépéou ; celui-ci lui attribua la création d'une organisation contre-révolutionnaire, en fait fictive, nommée Centre national ukrainien. Ses publications furent censurées, ses étudiants et collègues arrêtés.
Plus tard son école d'histoire fut détruite. Hrouchevsky resta productif dans les dernières années de sa vie, travaillant surtout sur l'histoire de l'Ukraine des XVIIe et XVIIIe siècles. Ses deux derniers articles furent publiés dans les périodiques de l'Académie des sciences d'URSS en 1932 et en 1934.
Finalement, les conditions de vie difficiles et les persécutions incessantes dont il était l'objet de la part du régime soviétique causèrent une détérioration de sa santé. Mykhaïlo Hrouchevsky mourut à Kislovodsk, tandis qu'il partait pour obtenir son traitement médical. Il est enterré à Kiev dans le cimetière Baïkov.

## Hommages
Un timbre ukrainien en 1995, un musée à Kryvorivnia, le musée historique et commémoratif Mykhaïlo Hrouchevsky dans la maison familiale de Kiev, une rue du raïon de Petchersk, à Kiev porte son nom.